# Мельничные Ручьи
Мельничные Ручьи (до 1948 года Каламая, Монтруа, фин. Kalamaja, Montrua)) — посёлок в Плодовском сельском поселении Приозерского района Ленинградской области.

## Название
Топоним Kalamaja в переводе означает «Рыбачий приют».
По постановлению общего собрания колхозников колхоза «им. Сталина» зимой 1948 года деревня Монтруа, а также объединенное с ней селение Каламая, получили наименование Мельничные Ручьи. Переименование было закреплено указом Президиума ВС РСФСР от 13 января 1949 года.

## История
- Деревня Каламая на русской карте 1745 года

- Деревни Каламая и Монтруа на финской карте 1923 года

До 1940 года деревни Каламая и Монтруа входили в состав волости Пюхяярви Выборгской губернии Финляндской республики. 
С 1 января 1940 года в составе Карело-Финской ССР.
С 1 августа 1941 года по 31 июля 1944 года финская оккупация.
С 1 ноября 1944 года в составе Пюхяярвского сельсовета Кексгольмского района
С 1 октября 1948 года в составе Отрадненского сельсовета Приозерского района. 
С 1 января 1949 года деревни учитываются как посёлок Мельничные Ручьи.
С 1 февраля 1963 года — в составе Выборгского района.
С 1 января 1965 года — вновь в составе Приозерского района. В 1965 году посёлок насчитывал 100 жителей. 
По данным 1966, 1973 и 1990 годов посёлок Мельничные Ручьи входил в состав Отрадненского сельсовета.
В 1997 году в посёлке Мельничные Ручьи Отрадненской волости проживали 13 человек, в 2002 году — 19 человек (русские — 89 %).
В 2007 году в посёлке Мельничные Ручьи Плодовского СП проживали 11 человек, в 2010 году — 32 человека.

## География
Посёлок расположен в центральной части района на автодороге А121 «Сортавала» (Санкт-Петербург — Сортавала — автомобильная дорога Р-21 «Кола») в месте примыкания к ней автодороги 41К-156 (Мельничные Ручьи — Приладожское).
Расстояние до административного центра поселения — 5 км.
Расстояние до ближайшей железнодорожной станции Отрадное — 4 км. 
Через посёлок протекает река Пионерка.

## Демография
| 2007 | 2010 | 2017 |
| ---- | ---- | ---- |
| 11   | ↗32  | →32  |

## Улицы
Ленинградская, Сосновый переулок, Центральная.